# Сью Сильвестр
Сьюзен "Сью" Сильвестр (англ. Susan "Sue" Sylvester) — персонаж американского музыкального телесериала «Хор». Исполнитель роли — Джейн Линч. В сериале Сью — тренер группы поддержки футбольной команды и безжалостный циничный «задира» по отношению к преподавателям и ученикам школы МакКинли. Испытывает ненависть и презрение к участникам хорового клуба, из-за конкуренции между ним и своей группой черлидеров. Сью Сильвестр является основным антагонистом сериала.
Из-за того, что изначально Джейн Линч должна была быть занята на съёмках другого сериала, её персонаж должен был появляться лишь периодически. Когда пилотный эпизод стороннего проекта Линч провалился, она заключила контракт на съёмки в «Хоре» во второстепенной роли. Отзывы критиков о персонаже оказались преимущественно положительными. Мария Макнамара из Los Angeles Times отметила, что «сериал стоит посмотреть только из-за игры Линч», а Кен Такер из Entertainment Weekly назвал Сью «величайшим музыкальным злодеем с Бродвея, который когда-либо играл роль в телесериале». В январе 2011 года за свою роль Сью Сильвестр Джейн Линч стала лауреатом премии «Золотой глобус» в номинации «Лучшая женскую роль второго плана — мини-сериал, телесериал или телефильм», а годом ранее — премию «Эмми» в категории «Лучшая женская роль второго плана в комедийном телесериале».